# Ralph Graves (Schriftsteller)
Ralph Graves (* 17. Oktober 1924 in Washington, D.C.; † 10. Juni 2013 in New York City) war ein US-amerikanischer Reporter, Herausgeber und Autor.

## Leben
Seine Eltern sind Elizabeth und Ralph Graves. Sein Vater war der Gründungsverleger des Magazins National Geographic. Er starb, als Ralph noch ein Kind war. Später heiratete Ralphs Mutter Francis Sayres, den letzten amerikanischen Hochkommissar der Philippinen. Die Familie wohnte während dieser Zeit in der amerikanischen Botschaft. Am Weihnachtsabend 1941 wurden Graves und seine Familie evakuiert und in das Hauptquartier von General Douglas MacArthur in Corregidor gebracht, wo sie in Bunkern lebten, bis sie 1942 nach Australien flüchten konnten.
Graves schloss sich 1943 während des Zweiten Weltkrieges den United States Army Air Forces an. 1945 verließ er die Armee als Sergeant. Graves ging danach auf das Williams College und danach auf die Harvard University, wo er 1948 seinen Abschluss machte. Von 1948 bis 1959 arbeitete er als Autor und Reporter für die Zeitschrift Life. Danach arbeitete er bis 1972 bei Life als Herausgeber und als Redaktionsleiter. Danach war er Herausgeber und Direktor von Time. 1950 heiratete er Patricia Monser. Bis zur Scheidung gingen aus der Ehe zwei Kinder hervor. 1958 heiratete Graves Eleanor Mackenzie. Die beiden hatten ebenfalls zwei Kinder. Graves lebte in New York City und hatte seinen Zweitwohnsitz in Sarasota, Florida.
Am 10. Juni 2013 starb er im Alter von 88 Jahren an Nierenversagen in seiner Wohnung in Manhattan.

## Werke (Auswahl)
- 1949: Thanks for the Ride
- 1955: The Lost Eagles
- 1985: August People
- 1989: Share of Honor
- 1993: Orion: The Story of a Rape: A Novel
- 1993: Tables of Content
- 1995: Martha's Vineyard: An Affectionate Memoir
- 2001: Champagne Kisses, Cyanide Dreams